# بلومانت (ویرجینیا)
بلومانت (به انگلیسی: Bluemont) یک منطقهٔ مسکونی در ایالات متحده آمریکا است که در شهرستان لادن، ویرجینیا واقع شده‌است.